# جنيد حسين
جنيد حسين  (بالإنجليزية: Junaid Hussain)‏ (1994-25 أغسطس 2015) هو باكستاني بريطاني ومقرصن إلكتروني، يستخدم الاسم الحركي أبو حسين البريطاني وهو مؤيد لتنظيم الدولة الإسلامية (داعش). نشأ في برمنغهام في أسرة من باكستانية الأصل، اتُهم في عام 2012 بتهمة اختراق حسابات توني بلير ونشر معلوماته الشخصية على الإنترنت. غادر حسين المملكة المتحدة عام 2013 لسوريا.

## القرصنة والدعاية
جنيد هو شخصية رئيسية في مجموعة القراصنة المؤيدين لتنظيم الدولة الإسلامية المعروفين بـ سايبر الخلافة، شارك في اختراق المواقع الفرنسية خلال هجمات يناير 2015 في فرنسا، وكذلك اختراق حسابات تويتر للقيادة المركزية الأمريكية، ومجلة نيوزويك، ومجلة إنترناشونال بيزنيس تايمز. ويعتقد أن المجموعة وراء هجوم الخداع الالكتروني الذي كشف هويات الجماعات الإعلامية المتمردة المعارضة للتنظيم.
في مارس 2015، أصدر جنيد حسين قائمة بأفراد عسكريين أمريكيين، وطلب من مؤيدي تنظيم الدولة الإسلامية استهدافهم، وقال أنه اخترق خوادم وزارة الدفاع الأمريكية؛ ولكن مكتب التحقيقات الفيدرالي قال أن القائمة تم تجميعها من المقالات الإخبارية ووسائل الإعلام الاجتماعية والسجلات العامة.
كان حسين على اتصال عبر الإنترنت مع أحد المسلحين الذين كانوا وراء هجوم مركز كورتيس كولويل في مايو 2015. قبل وقوع الحادث طلب أحد المهاجمين على تويتر متابعة حساب حسين، وبعد إطلاق النار كتب حسين: «الله أكبر! اثنان من إخواننا أطلقوا النار على الكفار المحاربين».

## اغتياله بطائرة بدون طيار أمريكية
قبل وفاته بعشرة أيام، أدت محاولة لاغتياله بطائرة بدون طيار إلى قتل ثلاثة مدنيين وإصابة خمسة آخريين.
ذكرت صحيفة صنداي تايمز أن مسؤولين أمريكيين يعتزمون اغتيال جنيد حسين، وأنه تم إدراج اسمه على قائمة القتل الأمريكية كثالث أعلى هدف من تنظيم الدولة الإسلامية بعد أبي بكر البغدادي وجون الجهادي بسبب دوره الملهم كذئب منفرد.
وذكرت مصادر حكومية أمريكية أنه قد قُتل مع اثنين في هجوم بطائرة بدون طيار على سيارة في محطة بترول بالرقة في 24 أغسطس 2015. وأنكرت زوجته وفاته عبر تويتر.
كان جنيد حسين يبلغ من العمر 21 عاماً حين قُتِل، ومتزوجًا من سالي آن جونز 45 عامًا.